# Ciferal
Ciferal (siglas en portugués para Comércio e Indústria de Ferro e Alumínio) fue una empresa fabricante de carrocerías de autobuses brasileña fundada en 1955, y desaparecida en 2013.

## Historia

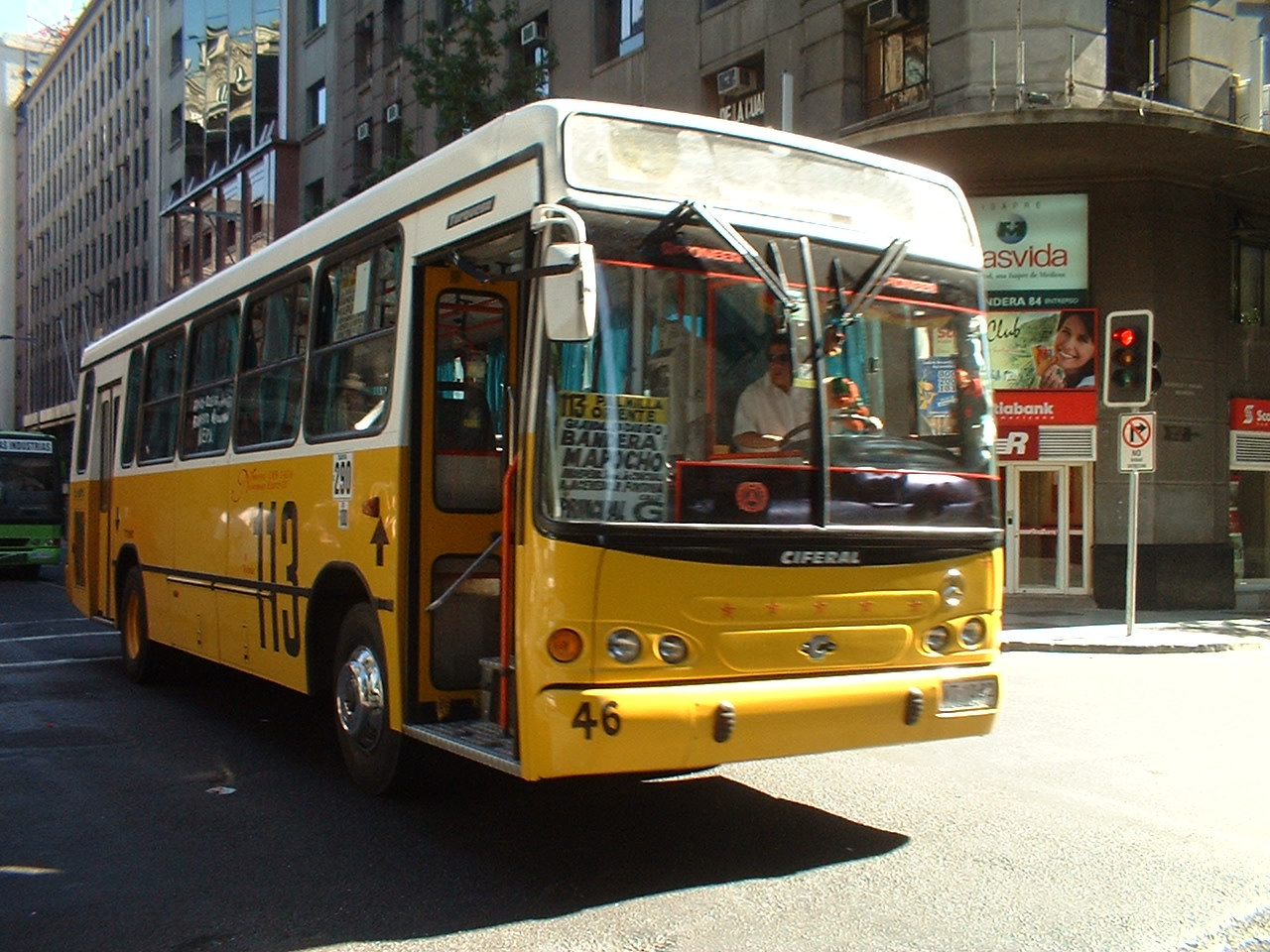
Autobús Ciferal perteneciente al antiguo sistema de transporte denominado como micros amarillas en Santiago de Chile.

La empresa fue fundada en 1955, estableciéndose por primera vez en Ramos, un distrito de Río de Janeiro. En 1992 se traslada a Xerém, en la localidad de Duque de Caxias. Ese mismo año, completó la apertura de su sede en Rio Grande do Sul.
En 1994 Marcopolo adquirió el 49 % de la empresa, adquiriendo su totalidad en 2001. Marcopolo se ha convertido en una de las empresas fabricantes de autobuses comerciales más grandes de Brasil, con énfasis en la producción de vehículos urbanos. 
En diciembre de 2013, Marcopolo anunció que pondría fin a la marca Ciferal y que la empresa pasaría a llamarse Marcopolo Rio.